# Ligne à grande vitesse
Pour un article plus général, voir Grande vitesse ferroviaire.
« LGV » redirige ici. Pour les autres significations, voir LGV (homonymie).

Lignes à grande vitesse en Europe.

Lignes à grande vitesse en Asie de l'ouest.

Lignes à grande vitesse en Asie de l'est.

Une ligne à grande vitesse, ou LGV, est une ligne ferroviaire construite spécialement pour permettre la circulation de trains à grande vitesse.
Selon la définition de l'Union internationale des chemins de fer (UIC) employée dans la plupart des pays, une ligne à grande vitesse est une ligne spécialement construite pour une vitesse d'au moins 250 km/h ; ce terme peut aussi représenter une ligne existante, adaptée à une vitesse de 200 à 220 km/h, parcourue par des trains spécialement conçus pour la grande vitesse ; enfin, certaines lignes de raccordement à des LGV, notamment en Espagne sont parfois assimilées à des lignes à grande vitesse.
On considère qu'au-delà de cette vitesse, l'observation de la signalisation latérale n'est plus possible (selon la norme UIC[Laquelle ?]). L'une des caractéristiques principales des LGV est donc d'inclure un système de signalisation particulière permettant de recevoir les indications de vitesse et certaines informations ponctuelles directement en cabine de conduite.
La première ligne de ce type est mise en service au Japon en 1964, baptisée Shinkansen. En Europe, la première ligne à grande vitesse est la Direttissima Florence-Rome, mise en service en 1977 en Italie. Il existe deux types de LGV, celles étanches au réseau historique (notamment pour des raisons de compatibilités techniques : écartement entre rails et gabarit) et celles en connexion avec ce dernier.
Les réseaux les plus maillés de LGV se trouvent :
- en Asie, essentiellement en Chine (avec un total de presque 39 000 km de ligne à grande vitesse fin décembre 2020) et au Japon (avec le réseau Shinkansen et ses 2 500 km de voie). On trouve aussi d'importants réseaux en Corée du Sud (avec des extensions à venir) et à Taïwan ;
- en Europe, principalement en Espagne (avec l'AVE comptabilisant environ 3 500 km de lignes nouvelles) et en France (avec le TGV et ses 2 814 km de voie nouvelles), mais aussi en Allemagne et en Italie[3].

Depuis 2015, d'autres pays ont mis en service des lignes nouvelles à grande vitesse, comme la Turquie, le Maroc et l'Arabie Saoudite.

## Historique
Les lignes à grande vitesse font encore l'objet de chantiers, particulièrement en Chine, dont l'objectif est d'atteindre 70 000 km de LGV en service en 2035[réf. nécessaire].

### Le réseau
En 2024, 22 pays dans le monde disposent de lignes permettant de circuler à une vitesse supérieure ou égale à 200 km/h. Les chiffres peuvent varier d'une source à l'autre, suivant que l'on tient compte des lignes nouvelles, des lignes adaptées et de leurs raccordements.
Le tableau suivant en dresse l'inventaire au 1er octobre 2023 selon l'Union internationale des chemins de fer (UIC). Il tient compte, par exemple, pour son classement, de 307 km de lignes dont la vitesse est limitée entre 70 et 130 km/h au Japon, alors que seules les lignes au-dessus de 200 km/h sont prises en considération pour l'Europe. Ce tableau est présenté selon le kilométrage actuel des lignes en service.
|    | Pays            | En service | En travaux | Planifiés | Long terme | Total pays | Vitesse maximum |
| -- | --------------- | ---------- | ---------- | --------- | ---------- | ---------- | --------------- |
| 1  | Chine           | 40 148     | 13 063     | 4 104     | 7 134      | 64 449     | 350 km/h        |
| 2  | Espagne         | 3 917      | 772        | 789       | 0          | 5 478      | 310 km/h        |
| 3  | Japon           | 3 146      | 336        | 194       | 0          | 3 677      | 320 km/h        |
| 4  | France          | 2 735      | 0          | 0         | 1 242      | 3 977      | 320 km/h        |
| 5  | Allemagne       | 1 631      | 77         | 81        | 0          | 1 799      | 300 km/h        |
| 6  | Turquie         | 1 232      | 1 483      | 2 186     | 0          | 4 901      | 300 km/h        |
| 7  | Finlande        | 1 120      | 0          | 394       | 0          | 1 514      | 220 km/h        |
| 8  | Italie          | 921        | 327        | 0         | 0          | 1 248      | 300 km/h        |
| 9  | Corée du Sud    | 873        | 104        | 0         | 0          | 977        | 320 km/h        |
| 10 | Suède           | 860        | 54         | 208       | 1 082      | 2 204      | 205 km/h        |
| 11 | États-Unis      | 735        | 275        | 1 339     | 1 830      | 4 179      | 240 km/h        |
| 12 | Arabie saoudite | 449        | 0          | 0         | 0          | 449        | 300 km/h        |
| 13 | Taïwan          | 345        | 0          | 0         | 0          | 345        | 300 km/h        |
| 14 | Autriche        | 254        | 281        | 71        | 0          | 606        | 230 km/h        |
| 15 | Pologne         | 224        | 0          | 805       | 875        | 1 904      | 200 km/h        |
| 16 | Belgique        | 209        | 0          | 0         | 0          | 209        | 300 km/h        |
| 17 | Maroc           | 186        | 0          | 640       | 0          | 826        | 320 km/h        |
| 18 | Suisse          | 176        | 0          | 0         | 0          | 176        | 230 km/h        |
| 19 | Indonésie       | 143        | 0          | 0         | 570        | 712        | 350 km/h        |
| 20 | Royaume-Uni     | 113        | 225        | 168       | 0          | 506        | 300 km/h        |
| 21 | Pays-Bas        | 90         | 0          | 0         | 0          | 90         | 300 km/h        |
| 22 | Serbie          | 78         | 108        | 204       | 0          | 390        | 200 km/h        |
| 23 | Danemark        | 56         | 0          | 0         | 0          | 56         | 200 km/h        |
| 24 | Inde            | 0          | 508        | 0         | 7 479      | 7 987      | 320 km/h        |
| 24 | Thaïlande       | 0          | 473        | 0         | 2 169      | 2 642      | 250 km/h        |
| 24 | Iran            | 0          | 410        | 1 043     | 1 651      | 3 104      | 300 km/h        |
| 24 | Portugal        | 0          | 80         | 418,      | 0          | 498        | 220 km/h        |
| 24 | Égypte          | 0          | 0          | 1 370     | 300        | 1 670      | 250 km/h        |
| 24 | Russie          | 0          | 0          | 1 080     | 0          | 1 080      | 250 km/h        |
| 24 | Tchéquie        | 0          | 0          | 666       | 339        | 1 005      | ?               |
| 24 | Lituanie        | 0          | 0          | 392       | 0          | 392        | ?               |
| 24 | Lettonie        | 0          | 0          | 265       | 0          | 265        | ?               |
| 24 | Estonie         | 0          | 0          | 213       | 0          | 213        | ?               |
| 24 | Israël          | 0          | 0          | 85        | 0          | 85         | ?               |
| 24 | Afrique du Sud  | 0          | 0          | 0         | 2 390      | 2 390      | ?               |
| 24 | Australie       | 0          | 0          | 0         | 1 749      | 1 749      | ?               |
| 24 | Viêt Nam        | 0          | 0          | 0         | 1 600      | 1 600      | ?               |
| 24 | Canada          | 0          | 0          | 0         | 1 523      | 1 523      | ?               |
| 24 | Kazakhstan      | 0          | 0          | 0         | 1 011      | 1 011      | ?               |
| 24 | Brésil          | 0          | 0          | 0         | 511        | 511        | ?               |
| 24 | Norvège         | 0          | 0          | 0         | 333        | 333        | ?               |
| 24 | Mexique         | 0          | 0          | 0         | 210        | 210        | ?               |
| 24 | Bahreïn / Qatar | 0          | 0          | 0         | 180        | 180        | ?               |
| 24 | Chili           | 0          | 0          | 0         | 127        | 127        | ?               |

Densité et projets de constructions de lignes à grande vitesse pour certaines zones géographiques
Densité du réseau LGV en Europe (vitesse ≥ 250 km/h). En km par million d'habitants (2010).
Densité du réseau LGV. Est Asiatique (vitesse ≥ 250 km/h). En km par million d'habitants (2010).
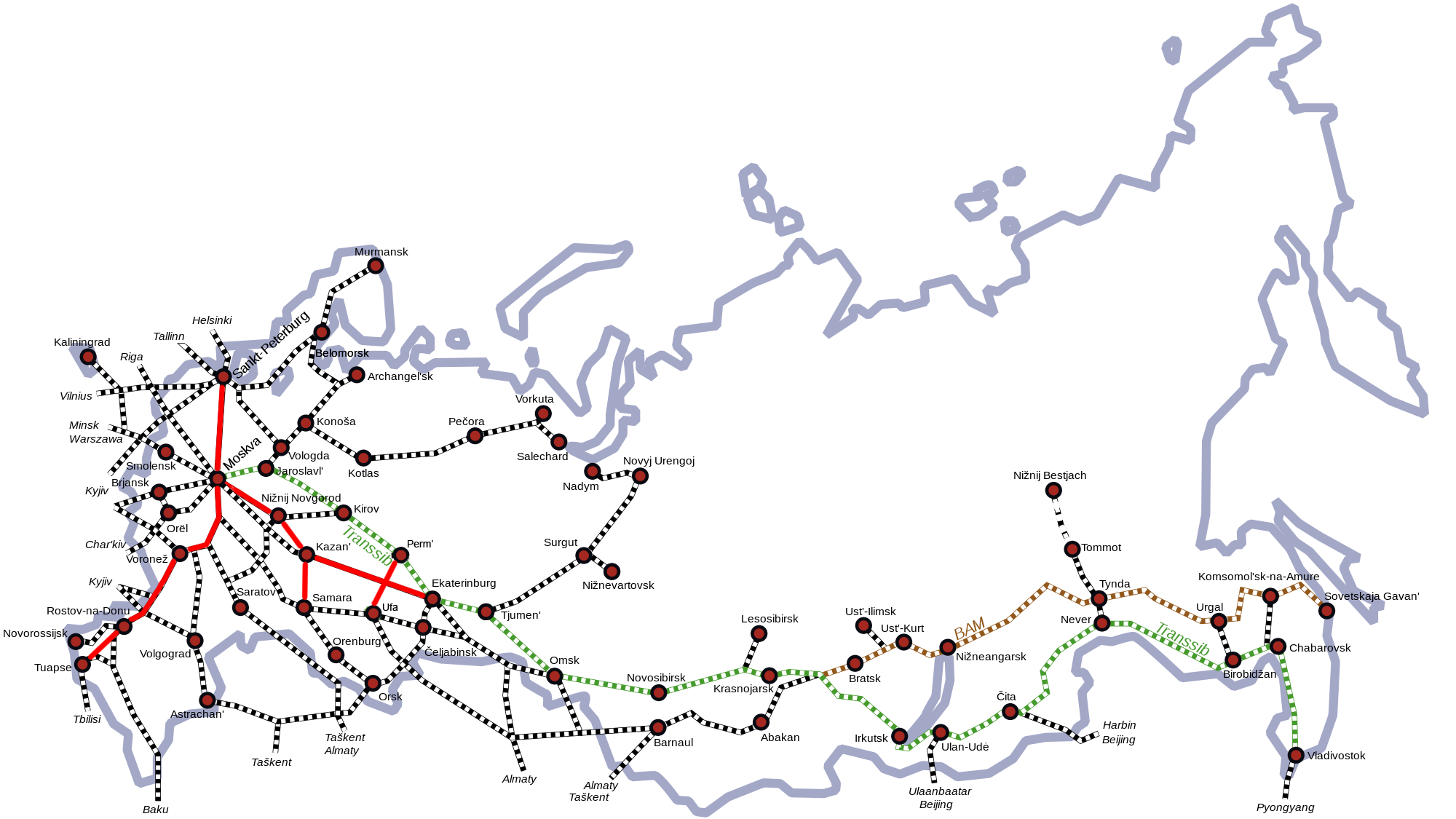
Lignes à grande vitesse actuelles et futures en Russie permettant de relier l'Europe à l'Asie.
Lignes à grande vitesse aux États-Unis.

## Aspects techniques
Les lignes à grande vitesse (LGV) présentent des caractéristiques techniques communes.

### La voie
La vitesse impose des contraintes géométriques au tracé des voies. En raison de l'augmentation de l'effet centrifuge avec la vitesse, le rayon minimal des courbes est élevé, en fonction des vitesses visées (à la différence des lignes anciennes construites à des époques où 120 km/h était de la grande vitesse). Ce rayon minimal va de 2 500 mètres (pour la ligne de Shinkansen Tōkaidō ouverte en 1964 à 210 km/h) à 6 000 mètres pour des lignes récentes ou futures prévues pour des vitesses de l'ordre de 350 km/h. Selon le terrain les tracés sont le plus rectilignes possibles avec des courbes de plus grand rayon : le record du 3 avril 2007 à 574,8 kilomètres par heure a été obtenu dans une courbe de 16 667 mètres de rayon.
Le profil (rampes et pentes) peut, si la ligne est spécialisée aux circulations à grande vitesse, être aussi sévère que celui des lignes de montagne. L'énergie cinétique emmagasinée par les trains à grande vitesse et leur puissance massique très élevée leur permet de monter des rampes très fortes sans trop pénaliser leur consommation électrique. La LGV Paris-Sud-Est comporte des rampes de 35 ‰ (traversée du Morvan) ; sur la LGV Cologne - Francfort elles atteignent 40 ‰. Cette caractéristique facilite l'insertion des lignes et réduit les coûts de construction.
Elles doivent être à voie normale (1,435 m) ou à voie large. La voie métrique ou étroite ne permet pas d'atteindre 200 km/h en service courant. C'est pourquoi au Japon comme à Taiwan, le réseau à grande vitesse devait être distinct du réseau classique. Dans la péninsule ibérique, où les lignes classiques sont à voies larges, les LGV sont construites ou prévues à l'écartement standard uniquement pour préserver la compatibilité avec le reste de l'Europe.
La voie doit présenter des qualités géométriques et mécaniques très élevées. Pour les voies sur ballast : profil de ballast adapté, traverses en béton (mono- ou bi-blocs) partout, y compris sous les appareils de voie (bien que les appareils soient restés sur plancher bois jusqu'à la construction de LN3), rail lourd (UIC 60 - 60E1 aujourd'hui). Dans plusieurs pays (Japon, Allemagne, Chine), l'usage de voies sur dalles de béton se développe, voire se généralise.
L'entraxe des voies doit être augmenté (4,2 à 4,5 m) pour limiter l'effet de souffle au croisement de deux trains.

### Les ouvrages d'art

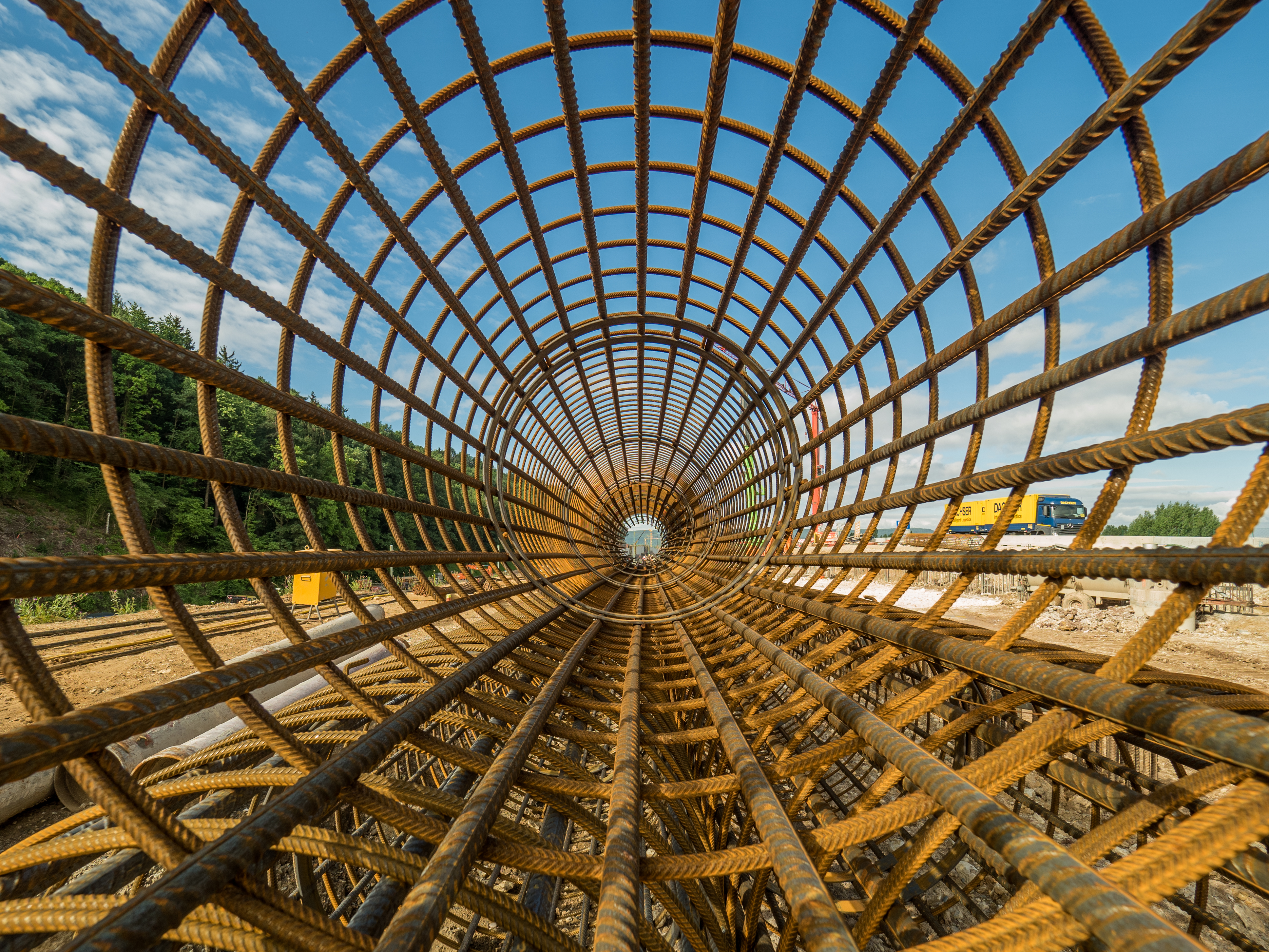
Cage de renforcement pour un pieu foré, lors de la construction de la LGV Nuremberg – Erfurt (en Allemagne).

Les ouvrages d'art nécessitent des calculs adaptés aux vitesses pratiquées (effets dynamiques plus importants).
Si elles comportent des tunnels, la section de ceux-ci doit être (sur)dimensionnée, en particulier aux extrémités, pour limiter les effets de la pression aérodynamique.

### Le type de trafic autorisé
Une LGV est le plus souvent dédiée au déplacement à grande vitesse des voyageurs et du courrier. Un trafic mixte voyageurs et marchandises entraîne des contraintes fortes. Le débit possible d'une ligne diminue fortement si y circulent des trains de vitesses très différentes (300 et 200 km/h, a fortiori 300 et 160 km/h). Le croisement de trains à grande vitesse et de trains de marchandises « tout venant » n'est guère envisageable en raison des risques de déstabilisation de chargements par effet de souffle. Aussi, les trains de marchandises ne peuvent circuler que pendant les périodes de fermeture au trafic à grande vitesse — la nuit, par exemple. Mais cela pose un autre problème car ces périodes sont utilisées pour l'entretien de l'infrastructure. Les fortes rampes limitent beaucoup le tonnage possible des trains de marchandises. Des circulations lentes empêchent d'appliquer à la voie le dévers maximum pour les LGV : pour une même vitesse limite, on doit alors prévoir des courbes de plus grand rayon. En conséquence, une ligne mixte est plus coûteuse en ouvrages d'art et plus difficile à insérer dans le paysage. La mixité est souvent limitée à des tronçons particuliers (ancien contournement de Tours sur la LGV Atlantique, contournement de Nîmes et de Montpellier connecté à la LGV Méditerranée) ; ailleurs, elle concerne un faible nombre de circulations « lentes » (LGV allemandes ou LGV Sud-Est).

### Les caténaires
Les LGV sont toujours électrifiées, car outre les contraintes d'emport de carburant et de réalimentation, la traction thermique ne permet pas les puissances massiques et les puissances instantanées nécessaires à la grande vitesse. Mise à part la LGV Rome-Florence électrifiée en 3 kV-CC (comme la Direttissima et le reste du réseau italien hors LGV), les LGV sont électrifiées à tension élevée de 15 kV dans les réseaux utilisant ce système (Allemagne, Autriche, Suisse), 25 kV partout ailleurs (même les actuelles et futures LGV italiennes).
Les caténaires sont plus tendues que celles des lignes classiques, afin que la vitesse de propagation de l'onde mécanique (ondulation du fil de contact de la caténaire provoquée par le contact du pantographe) reste supérieure à la vitesse du train. En effet, si le train allait plus vite que l'onde, on aurait une accumulation de la déformation en avant du pantographe, ou mur de la caténaire, un phénomène qui provoquerait une rupture de la caténaire (phénomène similaire au mur du son, mais pour un câble).
Les ondes générées par le frottement du pantographe se déplacent, sur une caténaire classique, à une vitesse proche de 350 km/h. Lorsque le train roule à une vitesse proche de ces ondes, il peut les rattraper. Le pantographe ondulant n’est alors plus en contact que par moments avec la caténaire, ce qui provoque une alimentation électrique par intermittence, empêchant une circulation normale de la rame. Il est donc nécessaire de tendre davantage la caténaire pour faire face à des circulations à des vitesses supérieures à 350 km/h, ce qui accélère son usure. C'est une des raisons pour lesquelles les records de vitesse sont en général établis sur des lignes neuves, où les caténaires neuves peuvent être sur-tendues sans risque de rupture mécanique, puis détendues pour être adaptées à la vitesse de service normal une fois le record établi.
Avec le record du 3 avril 2007, la vitesse de l’onde était de l’ordre de 620 km/h, à peine supérieure à la vitesse atteinte (574,8 km/h).

### La signalisation
Les LGV sont équipées de systèmes de signalisation avec transmission d'informations sol-train (Transmission voie-machine (TVM) en France, Linienzugbeeinflussung (LZB), en Allemagne, Transmission balise-locomotive (TBL) en Belgique, etc.). Un système de signalisation européen existe : c'est l'ETCS. Il est installé sur les cinq LGV françaises les plus récentes et est en installation sur la LGV Sud-Est. Il doit à terme constituer l'unique signalisation européenne. L'ETCS double la TVM 430, mais il n'est pas utilisé en 2009. Tous ces systèmes comportent un renvoi en cabine des informations sur la vitesse à respecter, la présence de coupez-courant, etc. et comportent un contrôle de la vitesse, soit continu par palier (TVM300), soit avec calcul de courbes de freinage (TVM430).

### Sécurité extérieure
Elles sont généralement clôturées pour éviter les intrusions d'animaux et les actes de malveillance. Les passages à niveau sont proscrits et les ponts sont équipés de systèmes de détection pour éviter la chute d'objets sur la voie (DCV - Détecteurs de chutes de véhicules) ainsi que de systèmes de surveillance des vents latéraux (DVL - Détecteurs de vents latéraux). Certaines zones sont aussi équipées d'appareillages de mesures de gel (LGV Est).

## Coût
Compte tenu de leurs caractéristiques techniques, la construction de lignes ferroviaires à grande vitesse représente un investissement relativement lourd.
Le prix au kilomètre est fonction de divers paramètres : le relief des zones à traverser ; les ouvrages d'art à construire, les communications à rétablir (notamment routières) ; le type de ligne envisagé (réservée aux circulations à grande vitesse ou mixte voyageurs / fret) ; l'insertion dans le paysage et le respect des réglementations locales en matière d'environnement.
Début 2007, on estimait le coût moyen au kilomètre à 17 millions d’euros courants, pour une emprise de 40 m (largeur totale) et une plateforme de 14 m, soit environ trois fois le coût de construction d'une autoroute 2×2 voies.
Dans certains pays au relief accidenté (Espagne notamment), ce coût moyen peut doubler. Il en est de même lorsque la densité de population est telle que les lignes doivent passer en tunnel sur une longueur importante (desserte de la gare Londres - Saint Pancras).
Dans une étude effectuée pour RFF en mai 2009, le prix kilométrique varie entre 8 M€ et 66 M€. Les ouvrages d'art augmentent le coût kilométrique.
Dans l'avant projet SNIT 2010, les prix varient entre 12,9 M€/km pour la LGV Poitiers Limoges (mais à voie unique) à 57,57 M€/km pour LGV PACA (relief accidenté ou très urbain).
Les lois d'orientation du Grenelle II imposent au maître d'œuvre d'optimiser l'intégration environnementale des LGV, ce qui augmentera considérablement leur coût kilométrique.

## Capacité

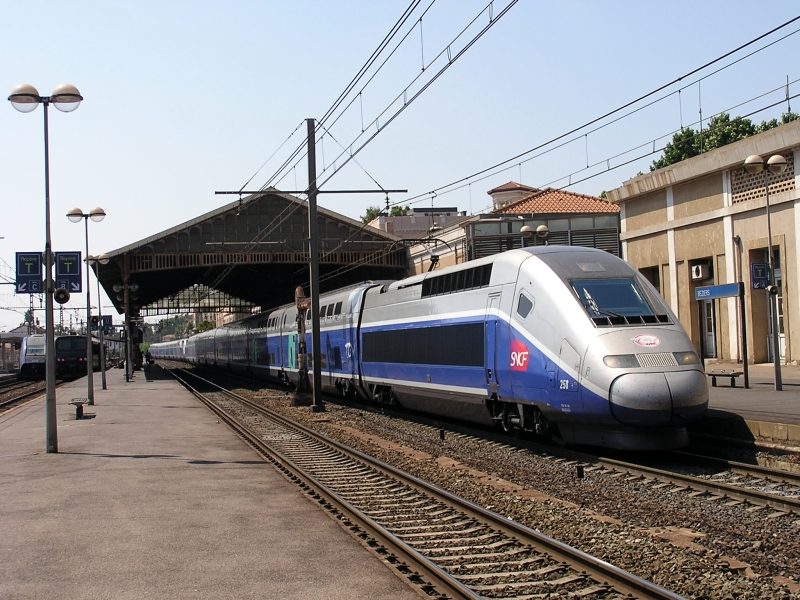
TGV Duplex qui, lorsqu’est utilisé à son maximum, représente une autoroute de 2x5 voies, à condition d’être sur une LGV.

L'investissement lourd est rentable si le trafic voyageurs est suffisant. Réseau ferré de France (RFF) indique sur son site qu'une LGV utilisée à son potentiel maximum par des TGV Duplex équivaut à une autoroute 2×5 voies (la LGV Sud Est est aujourd'hui saturée, et donc à ce stade). La capacité d'une ligne est dépendante du nombre de trains qu'on peut y faire circuler et du nombre de passagers qu'on peut transporter par train.
Une étude du ministère de l’Équipement de 2002 avait estimé que la LGV Sud-Est, la plus chargée avec 75 000 voyageurs par jour cette année, avait une capacité théorique 4,5 fois supérieure. Au Japon, la ligne Shinkansen Tōkaidō a transporté 413 000 passagers par jour en 2007 (des gares intermédiaires importantes étant situées sur la ligne, une faible part des voyages se font de bout en bout). Pour comparer ces nombres, il existe l'unité voyageur-kilomètre.
Certains projets de ligne nouvelle, comme la LGV Paris - Londres par Amiens ou la LGV POCL, sont notamment motivés par la saturation des anciennes lignes qu'elles sont amenées à doubler (respectivement la LGV Nord et LGV Sud Est).
Au contraire, certains projets en Espagne semblent moins utiles. À nombre de kilomètres de ligne comparable, l'Espagne compte 5 % du nombre de voyageurs à grande vitesse du Japon et 15 % de ceux de la France.

### Pour l'infrastructure
Le nombre de sillons quotidiens correspond au produit de la cadence maximale admissible par l'amplitude horaire de fonctionnement de la ligne. Les cantons sont définit par la vitesse d'un train : plus la vitesse est élevée plus il aura besoin de distance pour s'arrêter, faisant augmenter la longueur du canton.
Aujourd'hui, la LGV Paris-Lyon autorise la circulation de 12 trains par heure. L'utilisation de l'ETCS niveau 2 (ou de la TVM 430, opérationnel par exemple sur la LGV Est Européenne) permettrait de porter la capacité à 16 trains par heure. L'adoption du canton mobile déformable permise par le futur ETCS niveau 3 augmenterait la capacité de la ligne à 19 sillons horaires. Pour comparaison, une ligne classique autorise de 20 à 25 sillons par heure, mais les trains roulent deux fois moins vite (160 km/h généralement); la SNCF a prévu d'expérimenter en 2013, sur certaines lignes d'Île-de-France, un régime d'exploitation permettant 40 sillons horaires, mais cela ralentit encore la vitesse maximale.
L'étude du ministère de l’Équipement fait l'hypothèse d'une circulation de 6 h 00 à 22 h 00 avec une heure d'interruption en journée (blanc travaux). C'est l'hypothèse de la régularité de la demande qui est la plus contraignante. Aujourd'hui, les demandes des voyageurs sont très fluctuantes (heures de pointe du matin et du soir, week-end, départ de vacances) et lisser les pics de consommation nécessite des techniques de yield management comme la modulation temporelle des tarifs en fonction de l'heure. Cela pose un problème politique d'équité entre les voyageurs ; dans un arrêt de 1993, le Conseil d'État a estimé que, sous certaines conditions, la modulation temporelle des tarifs était compatible avec la mission de service public de la SNCF,. Depuis la conduite de cette étude, l'introduction de NOTES (Nouvelle Offre Tarifaire Et de Service) en 2007 par la SNCF a augmenté le recours aux modulations tarifaires pour lisser davantage la demande.

### Pour les trains
Les rames Duplex Ouigo (en France seulement), permettent de transporter 634 passagers assis par rame, c'est aujourd'hui le matériel TGV de plus grande capacité. Le développement de l'automotrice à grande vitesse Duplex pourrait augmenter les capacités d'emport. Il a été envisagé de construire des "Jumbo Duplex", composés de deux rames Duplex fusionnées, qui auraient embarqué 1 200 voyageurs, mais l'étude a été abandonnée. Cependant le TGV M (sur les rails en 2024) devrait pourvoir transporter environ 740 personnes.
Au Japon, le Shinkansen est de plus grande capacité grâce à une largeur supérieure au gabarit UIC (3,38 m et 1 323 passagers pour le Shinkansen série 700) autorisant cinq sièges par rangée en seconde classe (quatre par rangée en 1re classe).
En Chine, cinq sièges sont placés par rangée en seconde classe, quatre en 1re classe et trois en classe affaire dans les nouveaux Fuxing.
Une rame TGV a une longueur de 200 m (237 m pour le TGV Atlantique). Elle peut circuler en unité simple ou en unité multiple (deux rames accouplées), formant un train de longueur compatible avec les quais de gare de 400 m normalisés par l'UIC. Dans les gares existantes, l'allongement des quais pour permettre un fonctionnement en unité triple ou quadruple est considéré comme trop onéreux. Il faudrait par ailleurs organiser l'acheminement des passagers, 400 m étant considéré comme une limite haute à la distance de confort pour un voyageur à pied.
La SNCF annonce un taux de remplissage moyen du TGV de 77 % en 2008.
En Chine, le réseau à grande vitesse est également utilisé pour le fret, allant jusqu'à 350 km/h depuis fin 2020 sur les lignes adaptées, où la même vitesse est utilisée pour le transport de passagers. Cela permet une utilisation plus complète du réseau tout en permettant un transport plus rapide des marchandises.